# Grypania spiralis
Grypania spiralis (лат.) — один из древнейших организмов, окаменелости которого датируются палеопротерозоем. Возможно, организмы представляли собой гигантские бактерии или бактериальные колонии, однако огромные, как для бактерий, размеры (более 10 мм) и постоянство формы говорит о том, что окаменелости могли принадлежать эукариотическим водорослям, которые, таким образом, являются древнейшими известными эукариотическими организмами.
Наиболее древние остатки этого вида встречаются в породах возрастом 2,1 млрд лет железистой формации Негауни в шахте Эмпайр недалеко от города Маркетт, штат Мичиган, где обнаружены сотни видимых невооружённым глазом спиралевидных углеродистых окаменелостей. Ранее похожие окаменелости возрастом 1,1—1,4 млрд лет были найдены в американском штате Монтана, в Китае (формации Чуанлиньгоу и Туаншаньцзы) и в Индии. Наиболее вероятно, что Grypania является фотосинтезирующей водорослью.